# NGC 4728
NGC 4728 (auch als NGC 4728A geführt) ist eine 14,6 mag helle, elliptische Galaxie vom Hubble-Typ E1 im Sternbild Haar der Berenike am Nordsternhimmel. Sie ist schätzungsweise 288 Millionen Lichtjahre von der Milchstraße entfernt und hat einen Durchmesser von etwa 85.000 Lj.
Im selben Himmelsareal befinden sich u. a. die Galaxien NGC 4692, NGC 4715, NGC 4721, NGC 4745.
Das Objekt wurde am 3. März 1867 von Heinrich Louis d’Arrest entdeckt und bildet zusammen mit den Nicht-NGC-Objekten PGC 43462 (genannt NGC 4728 B) und PGC 214033 (genannt NGC 4728 C) eine optische Dreierkonstellation.